# Vincent Denson
Vincent Denson (Chester, Cheshire, 24 de noviembre de 1935) fue un ciclista inglés, que fue profesional entre 1959 y 1969. Su principal éxito deportivo fue la victoria en una etapa del Giro de Italia de 1966 y la Tour de Luxemburgo de 1965.

## Palmarés
- 1962
  - 1.º en Chateaurenard
  - 1.º en Chooz
  - 1.º en Troyes
  - 1.º en la Vuelta al Bidasoa
  - Vencedor de una etapa del Circuito de Aquitania
- 1964
  - 1.º en la Bruselas-Verviers
  - 1.º en Gentbrugge
- 1965
  - 1.º en la Tour de Luxemburgo y vencedor de una etapa
  - 1.º en Cluny
  - 1.º en Wondelgem
  - Vencedor de una etapa de los Cuatro días de Dunkerque
- 1966
  - 1.º en el GP de Fréjus
  - Vencedor de una etapa en el Giro de Italia
- 1968
  - 1.º en el GP Vaux

## Resultados en las grandes vueltas
| Carrera         | 1961 | 1962 | 1963 | 1964 | 1965 | 1966 | 1967 | 1968 |
| --------------- | ---- | ---- | ---- | ---- | ---- | ---- | ---- | ---- |
| Giro de Italia  | -    | -    | -    | -    | -    | 40.º | Ab.  | 95.º |
| Tour de Francia | Ab.  | -    | -    | 72.º | 87.º | Ab.  | Ab.  | 62.º |
| Vuelta a España | -    | -    | -    | -    | -    | -    | -    | -    |